# William Njovu
William Njovu (Lusaka, Zambia, 14 de mayo de 1987), futbolista zambiano. Juega de volante y su actual equipo es el Hapoel Ironi Kiryat Shmona de la Ligat ha'Al de Israel. 

## Selección nacional
Ha sido internacional con la Selección de fútbol de Zambia, ha jugado 16 partidos internacionales y ha anotado 1 gol.

### Participaciones Internacionales
| Torneo                                  | Sede            | Resultado     |
| --------------------------------------- | --------------- | ------------- |
| Copa Africana de Naciones 2006          | Egipto          | Primera ronda |
| Copa Africana de Naciones 2008          | Ghana           | Primera ronda |
| Campeonato Africano de Naciones de 2009 | Costa de Marfil | Primera ronda |
| Copa Africana de Naciones 2010          | Angola          | 4° de final   |
| Copa Africana de Naciones de 2013       | Sudáfrica       | Primera ronda |

## Clubes
| Club                       | País   | Año       |
| -------------------------- | ------ | --------- |
| Lusaka Dynamos             | Zambia | 2007-2009 |
| Hapoel Ironi Kiryat Shmona | Israel | 2009-     |

## Palmarés

### Campeonatos nacionales
| Título      | Club                       | País   | Año  |
| ----------- | -------------------------- | ------ | ---- |
| Liga Leumit | Hapoel Ironi Kiryat Shmona | Israel | 2010 |
| Copa Toto   | Hapoel Ironi Kiryat Shmona | Israel | 2011 |